# José Gregorio Baigorrí
José Gregorio Baigorrí (Córdoba, marzo de 1778 - junio de 1858) fue un sacerdote argentino, que se destacó como uno de los fundadores del primer federalismo cordobés y fue en varias oportunidades Rector de la Universidad de Córdoba.

## Biografía
Estudió en la Universidad de Córdoba, donde se doctoró en derecho canónico en 1802, y se ordenó sacerdote al año siguiente. Fue profesor en la Universidad prácticamente durante todo el resto de su vida.
En 1810, la Primera Junta lo nombró rector de la Universidad, pero renunció al cargo.
Desde muy temprano se destacó por sus ideas federales. Fue diputado a la Asamblea del Año XIII. Enemistado con Carlos María de Alvear, renunció en enero de 1815.
En 1820 apoyó el acceso al poder del gobernador José Javier Díaz; cuando éste fue desplazado por el general Juan Bautista Bustos, fue diputado provincial, apoyando tibiamente al gobernador. Junto con José Norberto de Allende redactó la constitución provincial cordobesa de 1821.
En 1822 redactó, a pedido de Bustos, un nuevo plan de estudios para la Universidad, con la idea de que sus estudios no estuvieran tan centrados en la teología; sin embargo, era una organización de ideas anteriores del Deán Funes. Ese plan de estudios rigió la Universidad hasta que fue nacionalizada por el presidente Nicolás Avellaneda, más de 50 años más tarde.
Cuando se realizaron las elecciones del sucesor de Bustos, en 1825, organizó con algunos otros antiguos aliados de Díaz la elección a favor del coronel José Julián Martínez; como estaba ausente uno de los diputados, y Bustos obtuvo sólo un voto más que Martínez, el cargo fue sorteado entre ellos, resultando “triunfante” Martínez. Bustos y sus aliados organizaron una revuelta que forzó a la reelección del general.
Baigorrí abandonó la legislatura y se dedicó de lleno a la docencia. Cuando en 1829 se produjo la invasión unitaria del general José María Paz, apoyó su acceso al poder y su gobierno, no por comunidad de ideas, sino por enemistad con Bustos. Fue funcionario en su gobierno, y lo representó en la firma del tratado que formó la Liga del Interior. En diciembre de 1830 fue nuevamente rector de la Universidad, reemplazando a José Roque Funes.
Tras la caída de Paz, renunció al recorado y no fue molestado durante los gobiernos de los hermanos Reynafé y Manuel López. Fue párroco de la Catedral y vicario de la diócesis de Córdoba por muchos años.
En 1857, el Papa Pío IX decidió ocupar el cargo de obispo de Córdoba, nombrando en su lugar a Baigorrí. Pero no llegó a asumir, debido a que falleció en su ciudad natal en junio de 1858, sin que la bula de su nombramiento hubiera sido oficialmente recibida por el gobierno de la Confederación Argentina.